# やまねこ座
やまねこ座（やまねこざ、Lynx）は現代の88星座の1つ。17世紀末に考案された新しい星座で、オオヤマネコがモチーフとされている。おおぐま座とぎょしゃ座の間にあり、オリオン座に匹敵する広さがあるが、明るい星がないため全く目立たない星座である。

## 主な天体
3等星のα星以外は、どれも4等星以下の暗い星である。また、ギリシア文字の符号が付けられた星はα星だけである。

### 恒星
2022年4月現在、国際天文学連合 (IAU) によって5個の恒星に固有名が認証されている。
- 31番星：見かけの明るさ4.25等の橙色巨星で4等星[5]。「アルシャウカト[6]Alsciaukat[4]」という固有名を持つ。
- HD 75898：見かけの明るさ8.03等の8等星[7]。国際天文学連合の100周年記念行事「IAU100 NameExoworlds」でクロアチア共和国に命名権が与えられ、主星はStribor、太陽系外惑星はVelesと命名された[8]。
- WASP-13：見かけの明るさ10.42等のG型主系列星で10等星[9]。国際天文学連合の100周年記念行事「IAU100 NameExoworlds」でイギリスに命名権が与えられ、主星はGloas、太陽系外惑星はCruinlaghと命名された[8]。
- XO-4：見かけの明るさ10.81等の11等星[10]。国際天文学連合の100周年記念行事「IAU100 NameExoworlds」でエストニア共和国に命名権が与えられ、主星はKoit、太陽系外惑星はHämarikと命名された[8]。
- XO-5：見かけの明るさ12.1等のG型主系列星で12等星[11]。国際天文学連合の100周年記念行事「IAU100 NameExoworlds」でチェコ共和国に命名権が与えられ、主星はAbsolutno、太陽系外惑星はMakropulosと命名された[8]。

そのほか以下の恒星が知られる。
- α星：見かけの明るさ3.14等の橙色巨星で3等星[12]。やまねこ座で最も明るく見える恒星。
- おおぐま座10番星(10 UMa)：4.18等のA星と6.48等のB星からなる分光連星[13]。元はおおぐま座の星とされたが、1922年にIAUが領域を定めた際にやまねこ座の領域とされた。

### 星団・星雲・銀河
- NGC 2419：球状星団。天の川銀河に属する球状星団の中で最も遠方にあり、天の川銀河の脱出速度よりも大きな速度で運動している。

### その他
- PTF11kx：Ia型超新星[14]。超新星爆発を起こす前に新星爆発を起こしていた可能性がある天体として初めて発見された。

## 由来と歴史
| ヨハネス・ヘヴェリウスの Firmamentum Sobiescianum, sive Uranographia （1690年）に描かれたやまねこ座 |  | 19世紀イギリスの星図カード集『ウラニアの鏡』に描かれたやまねこ座とハーシェルの望遠鏡座 |
| ヨハネス・ヘヴェリウスの Firmamentum Sobiescianum, sive Uranographia （1690年）に描かれたやまねこ座 |  | 19世紀イギリスの星図カード集『ウラニアの鏡』に描かれたやまねこ座とハーシェルの望遠鏡座 |

2世紀頃の古代ローマの学者クラウディオス・プトレマイオスは著書『アルマゲスト』の中で、現在のやまねこ座の領域にある星々を「星座に属さない星」として記録していた。オランダのペトルス・プランシウスは、1612年に製作した天球儀の上で、おおぐま座周辺にある星座に属していない星の並びをヨルダン川に見立てた「ヨルダン座」を置いた。このヨルダン座は、のちの1624年にヤコブス・バルチウスの著書『Usus Astronomicus Planisphaerii Stellati』で星図に描かれたことから、バルチウスが考案した星座であると誤解されることもある。
やまねこ座は、17世紀末にポーランドの天文学者ヨハネス・ヘヴェリウスによって考案された。初出は、ヘヴェリウス死後の1690年に妻Catherina Elisabetha Koopman Hevelius によって刊行された著書『Prodromus Astronomiae』に収められた星図『Firmamentum Sobiescianum』と星表『Catalogus Stellarum』であった。ヘヴェリウスは、プランシウスがヨルダン座を置いた領域を、やまねこ座・りょうけん座・こじし座の3星座に改めた。やまねこ座が置かれた領域は、1つの3等星を除けばどれも4等星以下の暗い星ばかりであった。そのためヘヴェリウスは『Prodromus Astronomiae』の中で「誰もがオオヤマネコではなくオオヤマネコのような（鋭い）目を持つ訳ではないので、ここにやまねこ座を設定したのだ」と述べている。なお、星座名は星図と星表で異なっており、星図『Firmamentum Sobiescianum』では Lynxと記されたのに対して、星表『Catalogus Stellarum』では Lynx sive Tigrisと記されていた。
1922年5月にローマで開催されたIAUの設立総会で現行の88星座が定められた際にそのうちの1つとして選定され、星座名は Lynx、略称は Lyn と正式に定められた。新しい星座のため星座にまつわる神話や伝承はない。

### 中国
中国の天文では、やまねこ座で最も明るいα星と38番星の2星が、二十八宿の南方朱雀七宿の第四宿「星宿」にある星官「軒轅」に配されていた。

## 呼称と方言
日本では、明治期に「リンクス」と呼ばれていた。これは、1908年（明治41年）4月に創刊された日本天文学会の会報『天文月報』第1巻1号に掲載された「四月の空」という記事の星図で確認できる。その後、1910年（明治43年）2月には「リンクス」から「山猫」に訳名が改められた。この訳名は、1925年（大正14年）に初版が刊行された『理科年表』にも「山猫（やまねこ）」として引き継がれた。戦後の1952年（昭和27年）7月に日本天文学会が「星座名はひらがなまたはカタカナで表記する」とした際に、Lynx の日本語の学名は「やまねこ」と定まり、これ以降は「やまねこ」という学名が継続して用いられている。
天文同好会の編集により刊行された『天文年鑑』では、1931年（昭和6年）3月に刊行された『天文年鑑』第4号から、星座名は Lynx sive Tigris、訳名は「山猫又は虎」と変更され、以降この星座名と訳名が継続して用いられた。
現代の中国では「天猫座」という呼称を用いている。